# Edward Lye
Edward Lye (1694–1767) est un spécialiste du vieil anglais et de la philologie germanique du XVIIIe siècle. Son Dictionarium Saxonico et Gothico-Latinum, publié à titre posthume en 1772, est une étape importante dans le développement de la lexicographie en vieil anglais, surpassé seulement par le Dictionary of the Anglo-Saxon Language de Joseph Bosworth de 1838.

## Biographie
Il est né à Totnes, Devon, le fils de Thomas Lye, vicaire de Broadhempston et maître d'école à Totnes, par sa femme Catherine Johnson. Il fait ses études à l'école de son père et à l'école Crewkerne, Somerset . Il se rend à Hertford College, où il entre le 28 mars 1713, et obtient un BA le 19 octobre 1716, MA le 6 juillet 1722. Il est ordonné en 1717, et en 1721 est admis vicaire de Houghton Parva, Northamptonshire .
Le 4 janvier 1750, il est élu membre de la Société des antiquaires. Il démissionne de Houghton Parva vers 1750, après avoir été présenté par James Compton (5e comte de Northampton) au presbytère de Yardley Hastings, Northamptonshire. Il subvient alors aux besoins de sa mère et de ses deux sœurs. Lye meurt, à l'âge de 73 ans, le 19 août 1767 de la goutte, dont il souffrait depuis longtemps, à Yardley Hastings, où il est enterré avec un monument mural bien en vue. Sa bibliothèque est vendue en 1773 .

## Œuvres
Il commence l'étude des langues anglo-saxonnes et apparentées. En 1743, il publie, avec des ajouts, l'Etymologicum Anglicanum de Francis Junius à partir de manuscrits de la Bodleian Library. À cet ouvrage, il préfixe une grammaire anglo-saxonne .
En 1750, il édite la version gothique des évangiles  Sacrorum Evangeliorum Versio Gothica (Oxford) avec une traduction latine, des notes et une grammaire gothique. Vers 1737, Lye commence à travailler sur un dictionnaire anglo-saxon et gothique, qu'il désespère de publier ; en 1765, il est encouragé par une souscription de l'archevêque Thomas Secker et d'autres souscriptions. Une trentaine de feuilles sont imprimées juste avant la mort de Lye, et l'ouvrage est publié à titre posthume en 1772 avec des ajouts par son ami Owen Manning sous le nom de Dictionarium Saxonico et Gothico-Latinum (Londres). Les pages de titre continuent en disant "Accedunt fragmenta Versionis Ulphilanæ, necnon Opuscula quædam Anglo-Saxonica." .